# آیه نور
آیه ۳۵ سوره نور به آیه نور شهره است و در آن به معرفی خداوند به‌عنوان نور آسمان‌ها و زمین پرداخته شده است. در این آیه از تعابیری چون «مصباح»، «مشکات»، «زجاجه»، «شجره مبارکه» و «کوکب دری» استفاده شده است.
غالب مفسرین، منظور از نور در آیه را، هدایت الهی دانسته‌اند و بر این اساس خداوند را هدایتگر آسمان‌ها و زمین (یا آسمانیان و زمینیان) معرفی کرده‌اند. معانی دیگری چون مدیر، صاحب یا مدبر بودن خداوند نسبت به آسمان‌ها و زمین، برای کلمه نور در آیه گزارش شده است. در بین مفسران در خصوص مرجع ضمیر در عبارت «نوره» و اینکه آن مرجع، آیا اشاره به پیامبر اسلام دارد یا به خدا باز خواهد گشت، اختلاف است. در این بین، با وجود اجماع مفسرین در معنای مشکات (به معنی چراغدان)، در خصوص تأویل آن اختلافاتی گزارش شده است. ماتریدی، از مفسران سنی مذهب، منظور از مشکات را صلب عبدالله، پدر محمد، دانسته است. اما مفسران دیگر برای معنای این عبارت «صدر مؤمن»، «نور معرفت و ایمان» و معنایی دیگری به کار برده‌اند.
طبرسی، مفسر شیعه در مجمع البیان، در شرح عبارت زجاجه، چهار احتمال را گزارش می‌کند: «قلب محمد»، «اسماعیل فرزند ابراهیم»، «عبدالله پدر محمد» و «قلب مؤمن». رازی، مفسر سنی مذهب، معنای «مصباح» را ظرفی که برای روشنایی به کار می‌رود معنا کرده است. طباطبایی، مفسر شیعه، «کوکب دری» را ستارگان بزرگ دارای نور فراوان که در آسمان معدود است معنا می‌کند. شیخ طوسی، مفسر شیعه، در تفسیر این عبارت آن را «صدر پیامبر» و ماتریدی وجود «محمد» تفسیر کرده‌اند. از دیگر مسائل اختلافی در تفسیر آیه، تأویل شجره مبارکه به قلب محمد یا علی بن ابی‌طالب است. در خصوص اینکه چرا در این آیه از درخت زیتون یاد شده است، طبرسی از سه منظر آن را مورد توجه قرار داده است و چنین توضیح می‌دهد که درخت زیتون، از منافع متنوعی همچون روغن، تفاله، هیزم، خاکستر و… برخوردار است. همچنین روغن زیتون، صاف‌ترین و روشن‌ترین روغن‌ها محسوب می‌شود و سرآخر، درخت زیتون اولین درختی گزارش شده است که پس از طوفان نوح در زمین روییده شد. سیوطی، مفسر سنی، نیز هم نظر با طوسی، معتقد است نور روغن زیتون، صاف‌ترین نوری بود که مخاطبان آن را می‌شناختند و به همین جهت مورد توجه آیه قرار گرفته است.
از آیه نور در احادیث بسیاری یاد شده است. در روایاتی که در منابع شیعی گزارش شده است، به افضلیت محمد و اهل بیت او اشاره شده است و در بیان تعابیری، منظور از «مشکاة»، فاطمه زهرا؛ «مصباح»، حسن مجتبی؛ «زجاجة»، حسین بن علی؛ «کوکب دری»، فاطمه زهرا از میان زن‌ها؛ «شجرة مبارکه»، ابراهیم؛ «لا شرقیة و لا غربیة»، عدم تمایل به یهودیت و نصرانیت؛ «زیتها یضیء»، نشر علوم و حقائق الهی؛ «نور علی نور»، ظهور امامی پس از امامی دیگر و «یهدی الله لنوره»، هدایت به وسیله اهل بیت عنوان شده است. بر اساس روایتی که ابن مغازی، مفسر سنی، آن را گزارش می‌کند، منظور از مصباح، فاطمه زهرا و زجاجه، حسن و حسین هستند، در ادامه روایت ابن مغازی، آمده است که فاطمه ستاره‌ای درخشانی است در میان زنان عالمیان؛ نور می‌گیرد از درخت پر برکت درخت پربرکت ابراهیم، منظور از شرقی و غربی نبودن، نه یهودی و نه مسیحی بودن است و منظور از عبارت نزدیک است که روغنش نور دهد، یعنی نزدیک است که علم از آن به سخن درآید؛ همین‌طور منظور از «نوری بر نور» یعنی در آن امامی پس از امام دیگر و منظور از «خدا هرکه را بخواهد به نور خود هدایت می‌کند» یعنی خدا هر که را بخواهد به ولایت ما هدایت می‌کند.
آیه نور در آثار فلسفی نیز مورد توجه قرار گرفته است. ابن سینا، فیلسوف مسلمان، برای نور در این آیه دو معنای استعاری و ذاتی در نظر می‌گیرد و معتقد است که نور به مفهوم ذاتی آن به کمال اشاره دارد؛ به این معنا که منظور از حد اعلی و اکمل نور، خداوند به معنای کمال مطلق است. بر این اساس خداوند شایسته اسم نور می‌باشد. ملاصدرا، فیلسوف شیعه، اسناد نور به آسمان‌ها و زمین را به معنی وجود هر چیزی معادل است با نوری که با آن، ماهیت و ذات شیء ظهور می‌یابد می‌داند. به باور او، خداوند نورها را از ذات نورانی خود پدیدمی‌آورد و این معنای ساده ایجاد است. ملاصدرا در تفسیر تمثیلات این آیه تلاش دارد سیر نزولی فیض و رحمت الهی را معنا کند. سهرودی، فیلسوف سنی مذهب که نظام فلسفی وی بر پایه دو اصل نور و ظلمت استوار شده است، نور را اصل حقیقت می‌داند که عالم محسوسات تحت تسلط آن قرار دارند. از نظر وی نور عبارت از خود حقیقت واجب الوجود یعنی خدا.

## متن و ترجمه
در فرهنگ‌نامه علوم قرآن، متن آیه ۳۵ نور که به آیه نور شهره است، چنین گزارش شده است:
﴿اللَّهُ نُورُ السَّمَاوَاتِ وَالْأَرْضِ مَثَلُ نُورِهِ کَمِشْکَاةٍ فِیهَا مِصْبَاحٌ الْمِصْبَاحُ فِی زُجَاجَةٍ الزُّجَاجَةُ کَأَنَّهَا کَوْکَبٌ دُرِّیٌّ یُوقَدُ مِن شَجَرَةٍ مُّبَارَکَةٍ زَیْتُونِةٍ لَّا شَرْقِیَّةٍ وَلَا غَرْبِیَّةٍ یَکَادُ زَیْتُهَا یُضِیءُ وَلَوْ لَمْ تَمْسَسْهُ نَارٌ نُّورٌ عَلَی نُورٍ یَهْدِی اللَّهُ لِنُورِهِ مَن یَشَاءُ وَیَضْرِبُ اللَّهُ الْأَمْثَالَ لِلنَّاسِ وَاللَّهُ بِکُلِّ شَیْءٍ عَلِیمٌ﴾
قرشی در ترجمه این آیه می‌نویسد:
خدا آفریننده و پدیدآورندهٔ آسمان‌ها و زمین است، حکایت نور هدایتی که از جانب او است مانند محفظه یا قندیلی است که در آن چراغ و شعله‌ای قرار گرفته، شعله در میان شیشه‌ای است که مانند ستارهٔ درخشان می‌درخشد، آن چراغ افروخته از عصارهٔ زیتونی کاملاً رسیده است، که گویی روغن آن پیش از رسیدن آتش روشن می‌شود، نور شیشه نور مضاعفی است. خدا آن کس را که بخواهد به نور خویش هدایت می‌کند و به مردم مثلها می‌زند و خدا بر هر چیز تواناست.

## تفسیر

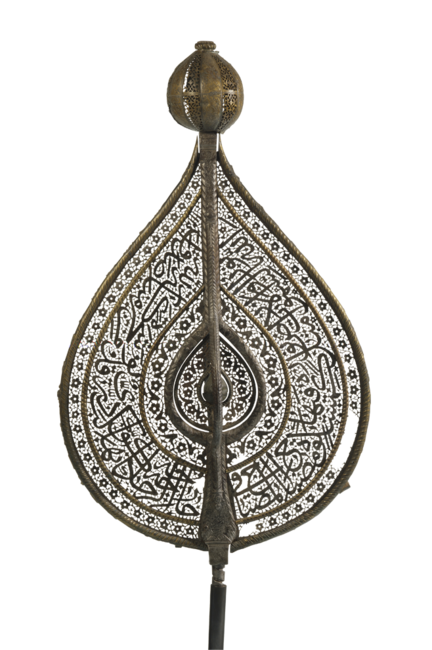
یک عَلَم نظامی مربوط به دوران صفوی (حدود ۱۷۰۰ میلادی) که بر روی آن آیه نور حکاکی شده است.

### الله نور السماوات و الارض
غالب مفسرین سنی و شیعه مراد از «نور» را به معنای «هدایت» و «تدبیر» تفسیر کرده‌اند. در این خصوص، ابن جریر طبری، از برجسته‌ترین مفسران اهل سنت، «نور» را به معنای هدایتگر اهل آسمان‌ها و زمین گزارش کرده است. البته طبری اینگونه تفسیر را به نقل از دیگر مفسران بیان می‌دارد و خود در ادامه، قول دیگری در معنای عبارت نور مطرح می‌کند. به باور او، منظور از نور در آیه، «مدبر آسمان‌ها و زمین» است. سید محمدحسین طباطبایی، مفسر شیعه، در بیان معنای واژه «نور» می‌نویسد: نور چیزی است که خود برای ما روشن است و هر چیزی دیگری را (که قابل دیدن باشد) روشن می‌کند. دیدگاه طبری و روایات بیان شده در تفسیرش، به عنوان مرجعی برای قریب به اتفاق مفسرین سنی مذهب قرار گرفته است. طبری، در جامع البیان به نقل از ابن‌عباس، زجاج و مجاهد، نور را اداره‌کننده امور آسمان‌ها و زمین گزارش می‌کند. شیخ طوسی از مفسران شیعه در کتاب التبیان فی تفسیر القرآن به نقل از ابن‌عباس و انس ابن مالک منظور از «نور» را هدایتگر اهل آسمان‌ها و زمین به آنچه مصلحت آنهاست تعبیر کرده است. طباطبایی مراد از نور را خدا می‌داند؛ نور عامی که هر چیزی از آن نور می‌گیرد و روشن می‌شود و این نور، مساوی با وجود هرچیزی بوده و ظهور این نور در نفس خدا و برای غیرش است و این معنای رحمت عام است.
به باور فخر رازی، مفسر سنی مذهب، به جهت سببیت نور برای ظهور اشیاء و اتحاد کلمه نور و هدایت در این معنا، منظور از نور در این آیه، می‌تواند هدایت الهی باشد. بر این اساس منظور از «اللَّهُ نُورُ السَّمَوَاتِ وَالأَرْضِ» همان «الله ذُو نُور السَمَواتِ وَ الْارْضِ» است و معنایی آن «الله هَادِی السَمَواتِ وَ الْارْضِ» خواهد بود. جارالله زمخشری، دیگر مفسر سنی مذهب و طبرسی، مفسر شیعی نیز در تفسیر کشاف و مجمع‌البیان، معنای عبارت را «خدا، صاحب نور آسمان‌ها و زمین است» می‌دانند. ابن ابی‌حاتم و ابن کثیر از مفسران اهل سنت  در تفاسیرشان، منظور از عبارت «الله نور السماوات و الارض» را «الله هادی آسمان‌ها و زمین» دانسته‌اند. ماتریدی، دیگر مفسر سنی مذهب، نیز منظور از عبارت «الله نور السماوات و الارض» را روشن شدن زمین و آسمان به وسیله خدا می‌داند. جلال‌الدین سیوطی، مفسر سنی مذهب، مراد از نور را مدیریت الهی در آسمان‌ها و زمین می‌داند و معتقد است از آنجا که خدا با حکمت بالغه و حجت نیّره خود عالم وجود را تدبیر می‌کند؛ همانند شهری که آن شهر به خوبی توسط رئیسی عالِم و دانشمند اداره می‌شود و این شهر به «نور البلد» توصیف می‌شود. مکارم شیرازی در کتاب مثال‌های زیبای قرآن، خدا را همانند نور، منشأ هدایت، تربیت، نیرو، قدرت و از بین برنده موانع معرفی می‌کند و به همین جهت، او را لایق عبارت «اللَّهُ نُورُ السَّمَاوَاتِ وَ الأَرْضِ» می‌داند. ثعلبی مفسر شافعی مذهب در تفسیر خود اقوال دیگر دربارهٔ این بخش از آیه را بیان می‌کند؛ اینکه برخی نور را پاکی و منزه بودن از گناه و خطا تفسیر می‌کنند و برخی رحمتی که از جانب خداوند باشد. او همچنین قول دیگری را مطرح می‌کند که این بخش از آیه را نوعی مدح برای خداوند تفسیر می‌کند؛ زیرا او خالق موجودات و نور و وجود همه اشیاء از اوست. بر طبق دانشنامه عقاید اسلامی خداوند، نور آسمان‌ها و زمین است روشن کننده آنها و فرمان دهنده آنها و راهنمای آنهاست. پس آنها با کمک خدا راه به منافعشان را پیدا می‌کنند، همان‌طور که در روشنایی، راه را پیدا می‌کنند.

### مثل نوره کمشکوة فیها مصباح المصباح فی زجاجة الزجاجة

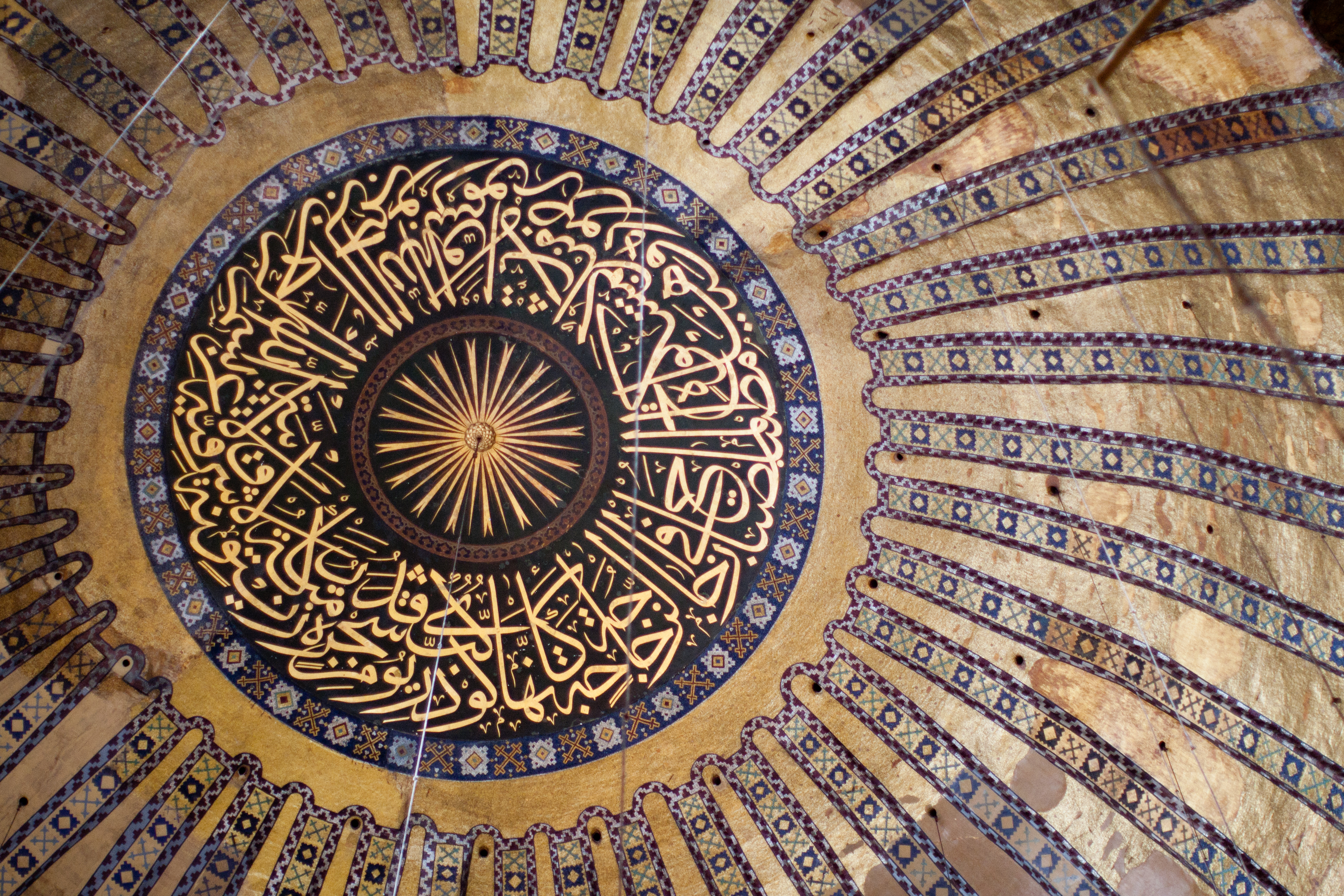
متن آیه نور بر قبه مسجد آیا صوفیا در ترکیه

در بین مفسرین شیعه و سنی، در خصوص مرجع ضمیر و مراد از عبارت «مثل نوره»، اختلافاتی گزارش شده است. در این خصوص، شیخ طوسی معتقد است که ضمیر عبارت «نوره» به محمد اشاره دارد. اما طباطبایی در تفسیر المیزان، ضمیر را به خدا برمی‌گرداند و معتقد است، منظور نوری است که خدا افاضه می‌کند و هرچیزی را به وسیله آن ظاهر خواهد کرد. در این مورد، ابن عاشور، از مفسران سنی، نیز هم نظر با طباطبایی است؛ با این تفاوت که مراد از نور خدا در این تفسیر، کتاب یا دین الهی است. قطربی نیز همچون ابن عاشور، ضمیر را به خدا برمی‌گرداند و مراد از نور خدا را دلایلی می‌داند که توسط خداوند در قلب مؤمن قرار می‌گیرد. با این وجود، شیخ طوسی معتقد است که ضمیر به مؤمن برمیگردد و منظور از نور خدا، قصد الهی است که با آن مؤمنین را هدایت می‌کند. آلوسی، مفسر شافعی نیز معتقد است ضمیر به خدا برمی‌گردد و مراد از نور خدا، ادله عقلی و سمعی در آسمان‌ها و زمین است که به وسیله آنها، خدا، هرکس را که بخواهد، هدایت می‌کند. طبرسی در مجمع البیان آورده است که «مثل نور» در واقع همان قرآن در قلب است.ثعلبی در تفسیر الکشف و البیان مثل نوره
در معنای لغوی کلمه «مشکاة» در بین مفسران شیعه و سنی اتفاق نظر این است که «مِشْکَاةٍ» به معنای چراغدانی است که نور چراغ را از خاموش شدن توسط باد حفظ می‌کند. به‌طور مثال شیخ طبرسی از علمای شیعه در مَجْمَعُ الْبَیان و فخر رازی، مفسر سنی اشعری، در جامع العلوم، بیان داشته‌اند که مشکاه جایگاه مخصوص چراغ است که در دیوار ایجاد می‌کنند. اما به لحاظ تأویل در بین مفسرین اختلاف‌هایی گزارش شده است؛ بر اساس نظر ماتریدی «مشکاه» به معنای صلب پدر محمّد «عبدالله» است درحالی که عبارت «صدر مؤمن» در تفسیر طبری به نقل از أبی بن کعب در معنای این کلمه بیان شده، طبرسی در تفسیر مجمع البیان، منظور از این کلمه را «نفس مؤمن» و مصداقش را بین «عبدالمطلب»، «صدر پیامبر اسلام» یا «ابراهیم» دانسته است. طباطبایی، منظور از این عبارت در آیه را «نور معرفت و ایمان» دانسته است. ملاصدرا، فیلسوف شیعه نیز از یک منظر معنای این عبارت را «عالم اجسام» گزارش کرده است.
راغب اصفهانی، لغت‌شناس اهل سنت، در کتاب المُفْرَدات دربارهٔ معنی واژه «زجاجه» بیان کرده است، حباب شفافی است که روی چراغ می‌گذارند یا شیشه‌ای است که جلوی همان چراغ قرار می‌دهند. معمولاً بالای حباب روزنه‌ای متناسب وجود دارد تا موجب تنظیم هوای داخل شیشه و تمرکز و فزونی نور شود. همانگونه که فراهیدی لغت‌شناس شیعه در العین آن را شیشه معنا کرده است. زمخشری در بیان دیگر آن را قندیلی از شیشه شامی روشن معنا کرده است. در بیان مصادیق «زجاجه» در تفسیر مجمع البیان، چهار تعبیر مختلف گزارش شده است که عبارتند از: «قلب محمد»، «اسماعیل فرزند ابراهیم»، «عبدالله پدر محمد» و «قلب مؤمن». ملاصدرا در تفسیری با رنگ مایه فلسفی، منظور از زجاجه را عرش الهی توصیف می‌کند.
رازی دربارهٔ معنای «مصباح» آن را ظرفی که برای روشنایی به کار می‌رود معنا کرده است و راغب آن را چراغ یا نوری می‌گوید که از طریق فتیله، روغن را به خود جذب کرده است. منابع در بیان مصادیق مصباح دچار اختلاف‌اند، در تفسیر طبرسی تعابیر مختلفی برای توضیح «مصباح» به کار رفته است که عبارتند از: «نبوت»، «محمّد»، «قرآن» و «ایمان مؤمن». بر طبق آنچه در دائرةالمعارف بزرگ اسلامی گزارش شده است، منظور از «مصباح»، بالاترین مرتبه از نور است. ملاصدرا در کتاب خود با عنوان تفسیر آیه نور تعبیر مصباح را روح اعظم بیان می‌کند.

### کانها کوکب دری یوقد من شجرة مبرکة زیتونة لا شرقیة و لا غربیة
طباطبایی، «کوکب دری» را ستارگان بزرگ دارای نور فراوان که در آسمان معدود است معنا می‌کند. شیخ طوسی در تفسیر این عبارت آن را «صدر پیامبر» و ماتریدی وجود «محمد» تفسیر کرده‌اند.
بر اساس آنچه ماتریدی گزارش می‌کند، منظور از «شجره» در آیه نور، «قلب ابراهیم پیامبر» است. در مقابل روایتی از جعفر صادق گزارش شده است که منظور از شجره، «علی بن ابی طالب» می‌باشد. و برخی منظور از این آیه را وصفی برای نور الهی بیان کرده‌اند.دربارهٔ اینکه چرا از میان درختان متنوع، درخت زیتون مورد نظر قرآن قرار گرفته است، تعابیر بسیاری مطرح شده است. در این خصوص طبرسی از سه منظر آن را مورد توجه قرار داده و چنین توضیح داده است که درخت زیتون، از منافع متنوعی همچون روغن، تفاله، هیزم، خاکستر و… برخوردار است. همچنین روغن زیتون، صاف‌ترین و روشن‌ترین روغن‌ها محسوب می‌شود و سرآخر، درخت زیتون اولین درختی گزارش شده است که پس از طوفان نوح در زمین روییده شد. سیوطی نیز هم نظر با طوسی، معتقد است نور روغن زیتون، صاف‌ترین نوری بود که مخاطبان آن را می‌شناختند و به همین جهت مورد توجه آیه قرار گرفته است.
در خصوص منظور از عبارت «لا شرقیه و لا غربیه»، طبرسی معتقد است، محل رویش بهترین زیتون‌ها در سرزمین شام واقع شده است که سرزمینی میان شرق و غرب محسوب می‌شود. طباطبایی در اینباره معتقد است زیتون در جانب شرق و غرب نروییده است و حکمت آن چنین است که آفتاب باید بر تمام میوه زیتون بتابد تا میوه نارس و غیر مطلوب نباشد. بر این اساس جایی در میان شرق و غرب که درخت زیتون همواره از آفتاب بهره ببرد و به‌طور میانه، دو طرف میوه‌اش از آفتاب به یک اندازه استفاده کند، تا میوه‌ای مطلوب و روغنی خالص از آن کسب شود، مورد نظر قرآن قرار گرفته است. طبرسی در تفسیری متفاوت آن را لایهودیة و لانصرانیة» تعبیر کرده است. طبرسی همچنین افزوده است که این عبارت، به مکی بودن پیامبر اسلام اشاره دارد؛ چرا که مکه، در میانه دنیا به‌حساب می‌آید.

### یکاد زیتها یضیء و لو لم تمسسه نار نور علی نور

لوگوتایپی از واژه «نور علی نور»

سیدعلی‌اکبر قرشی، مفسر شیعه، در کتاب احسن الحدیث واژه «زیت» را روغن زیتون معنا کرده است. چنان‌که به درخت و میوه آن زیتون گویند مفرد آن «زیتونه» است. شیخ طوسی معتقد است این عبارت حاکی از روشن بودن پیامبری محمد برای مردم حتی اگر مدعی نبوت نباشد، است. طبری در بیانی نزدیک به گفته طوسی معتقد است حجت‌های الهی بر مخلوقات روشن است، حتی در صورتی که قرآن را برای زیادی بیان و وضوح نمی‌فرستاد. طبرسی در تفسیر زیت، آن را محاسن و اخلاق نیکوی پیامبر اسلام تفسیر می‌کند که قبل از ابلاغ وحی به او، به منصه ظهور می‌رسد و در تعبیر دیگر این امر را حاکی از اخلاص مؤمن نسبت به خدا می‌داند که همانند درخت سر سبزی است که برگ‌های آن در هم پیچیده بوده به طوریکه حالت غروب و طلوع شمس کوچک‌ترین تأثیر منفی روی آن نمی‌گذارد؛ مؤمن هم همیشه چنان است که چیزی در اخلاص او ایجاد رخوت نمی‌کند؛ نسبت به عطایای خداوند، شاکر و نسبت به بلایای الهی، صابر است؛ حکم او همیشه عادلانه و سخن او از روی صدق و راستی خواهد بود.
زمخشری، مفسر سنی مذهب، مراد از «نور علی نور» را تضاعف نوری می‌داند که «مشکاه» و «زجاجه» و «مصباح» و روغن در آن همیاری می‌کنند. آنگونه که ثعلبی، مفسر سی مذهب، به نقل از ابن‌عباس آن را مثل نور الله و هدایت در قلب مؤمن می‌داند که وقتی به هدایت الله بدون علم عمل می‌کند نوری است و وقتی علم آن را پیدا می‌کند هدایت بر هدایت افزوده و نور علی نور می‌شود.در جای دیگر از تفسیر ثعلبی به نقل از مفسران قرآن را نور از جانب خدا می‌داند که بعد از اقامه دلایل دیگر بر مردم نزولش نور علی نور است. طباطبایی نور ایمان و معرفت؛ نور مستعار تابنده بر قلوب مؤمنین و اقتباس شده از نور خدا و قائم به وی و استمداد گیرنده از وی را تضاعف و تعدد نور می‌داند.

### یهدی الله لنوره من یشاء ویضرب الله الأمثال للناس والله بکل شیء علیم
طبرسی در تفسیر عبارت «یهدی الله لنوره من یشاء»، از تعابیر «دین خدا»، «ایمان به نبوت» و «ولایت الهی» استفاده می‌کند. مکارم شیرازی، فقیه شیعی، آن را هدایت الهی و طبری آن را قرآن و پیروی از آن تعبیر می‌کند. سیوطی، مراد از «من یشاء» را کسی می‌داند که قلب خود را برای نور خدا باز کرده‌باشد. مکارم شیرازی به بیان دیگری معتقد است دل‌های آماده و مستعد، به این نور الهی هدایت می‌شوند. فخر رازی، مفسر سنی مذهب، منظور از «الناس» را مکلفین از مردم، یعنی پیامبر و کسانی که به سوی آنها مبعوث شده است می‌داند. پیرامون عبارت «والله بکل شیء علیم» نظرات مختلفی گزارش شده است. از این میان بیضاوی معتقد است وعد و وعید برای کسی است که در مثال‌هایی که خدا می‌زند، تدبر کند. فخر رازی اما معتقد است وعید برای کسانی است که عبرت نمی‌گیرند و در این مثال‌ها، تفکر و نظر نمی‌کنند تا وضوح ادله و دوری آنها از شبهات را بشناسند.

## آیه نور در احادیث

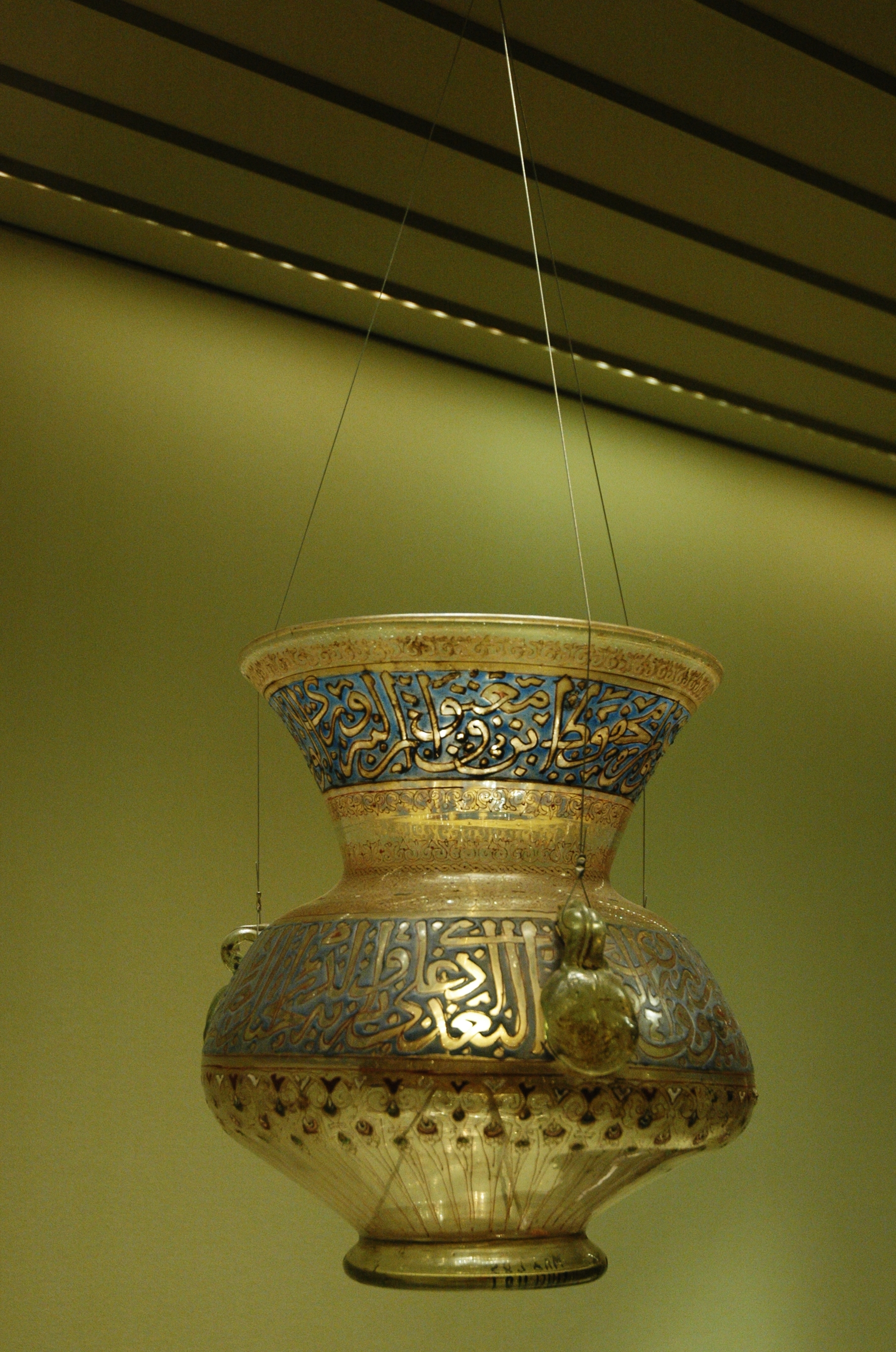
چراغی متعلق به ناصرالدین محمد بن قلاوون، سلطان مصر و سوریه در دوره حکومت قلاوون که آیه نور بر گرداگرد آن نقش بسته است.

در تفسیر المیزان به نقل از کتاب التوحید، شیخ صدوق، محدث شیعه، آمده است که جعفر صادق، امام ششم شیعیان امامیه، می‌گوید: «خداوند آیه نور را مثالی برای اشاره به اهل بیت قرار داده است. آیاتی که مردم به وسیله آنها به سوی توحید و مصالح دین و شرایع اسلام و سنن و فرائض خدا هدایت می‌شوند.». علامه طباطبائی، مفسر شیعه، این روایت را از قبیل اشاره به افضل مصادیقش که محمد و اهل بیت اویند، دانسته است؛ ولی از نظر او آیه شامل غیر اهل بیت مانند انبیاء، اوصیاء و اولیاء نیز می‌شود. طباطبایی به نقل از تفسیر قمی روایتی از علی بن موسی الرضا، امام هشتم شیعیان دوازده امامی، در تفسیر این آیه منظور از نور را هدایت و مراد از آیه را هدایت کننده برای اهل زمین و آسمان عنوان می‌کند. طباطبایی روایت دیگری را از کتاب کافی به نقل از صالح بن سهل و او از جعفر صادق، در خصوص مصادیق آیه نور گزارش می‌کند که بر اساس آن، منظور از «مشکاة»، فاطمه زهرا؛ «مصباح»، حسن مجتبی؛ «زجاجة»، حسین بن علی؛ «کوکب دری»، فاطمه زهرا از میان زن‌ها؛ «شجرة مبارکه»، ابراهیم؛ «لا شرقیة و لا غربیة»، عدم تمایل به یهودیت و نصرانیت؛ «زیتها یضیء»، نشر علوم و حقائق الهی؛ «نور علی نور»، ظهور امامی پس از امامی دیگر و «یهدی الله لنوره»، هدایت به وسیله اهل بیت است.
سید شرف‌الدین استرآبادی از مفسرین شیعه در کتاب تأویل آلایات الظاهره روایتی را از جعفر صادق گزارش می‌کند که بر اساس آن، طلحه بن زید از جعفر صادق و او از پدرش محمد باقر گزارش می‌کند که «اللّهُ نُورُ السَّموَاتِ وَالاْرْضِ» یعنی خداوند ابتدا از نور خودش گفته است و «مثل نوره»، مثال هدایت خداوند در قلب مؤمن است. «مشکوه» عبارت از درون مؤمن است و قندیل قلب او، و «مصباح» همان نوری است که خداوند در قلب او قرار داده است. منظور از «شجره» در آیه همان مؤمن است و «زیتونة لا شرقیة و لا غربیة» درختی است که غروب ندارد، چرا که وقتی خورشید طلوع می‌کند، بر آن طلوع می‌کند و وقتی غروب می‌کند نیز بر آن غروب می‌کند. در ادامه این روایت، منظور از «یکاد زیتها یضییء»، نوری گزارش شده است که در قلب مؤمن قرار گرفته و در شُرُفِ درخشیدن است. در این روایت منظور از «نور علی نور»، فریضه‌ای بر فریضه و سنّتی بر سنت و «یهدی اللّه لنوره من یشاء» به معنای خداوند هر کس را بخواهد به فرایض و سنن خویش هدایت می‌کند عنوان شده است. «و یضرب اللّه الأمثال للناس» نیز مثلی است که خداوند برای مؤمن زده است. سپس افزود: بنابراین مؤمن در پنج نور در حرکت است: محل ورود او نور است. محل خروج او نور است. عمل او نور است. سخن او نور است. حرکت او در روز قیامت به سوی بهشت نور است. استرآبادی همچنین روایتی دیگر از محمد باقر امام پنجم شیعیان دربارهٔ آیه «اللّهُ نُورُ السَّموَاتِ وَالاْرْضِ مِثْلَ نُورِهِ کَمِشْکوة فیها مِصْباح» را گزارش می‌کند و به نقل از محمد باقر می‌آورد که نور علم در سینه پیامبر اسلام همان چراغ است و چنان‌که چراغ نور خود را به شیشه پس می‌دهد، محمّد نیز علم خود را در سینه علی که مانند زجاجه صاف و صیقلی است نهاد؛ بنابراین محمّد مصباح و علی زجاجه تعبیر شده‌اند. در این روایت علت این تعبیر آمده است: زیرا محمّد معلّم علی بود و این نور چون نه از مکتب یهود و نه از نصرانی اخذ شده، نه شرقی و نه غربی است. نزدیک است عالم آل محمّد تکلم به علم کند قبل از آنکه از آن بپرسند. نور علی نور؛ یعنی امام مؤید به علم و حکمت پس از امام دیگر تا قیامت خواهد بود که اوصیاء و خلفای خدایند و نباید زمین در هیچ عصر از وجودشان خالی باشد. ملا فتح‌الله کاشانی مفسر شیعه در منهج الصادقین از علی بن ابی طالب روایت می‌کند که خداوند نشر حق در آسمان‌ها و زمین کرد تا آنکه تمام آسمان و زمین و ما بین آنها به نور حق منور شد. بر اساس این روایت، این واقعه به خاطر معرفی حق به همگان از جانب خدا صورت گرفته است.
ابن‌مغازلی شافعی در کتابش مناقب علی بن ابی‌طالب، حدیثی به مضمون احادیث شیعه روایت می‌کند و به نقل از احمد بن محمد بن عبدالوهاب گزارش می‌کند که موسی بن قاسم از علی بن جعفر از اباالحسن دربارهٔ آیه نور و معنای مصباح و زجاجه سؤال پرسید و چنین پاسخ گرفت که: منظور از مصباح، فاطمه زهرا و زجاجه، حسن و حسین هستند. در ادامه روایت آمده است: «فاطمه ستاره‌ای درخشانی است در میان زنان عالمیان؛ نور می‌گیرد از درخت پر برکت درخت پربرکت ابراهیم، منظور از شرقی و غربی نبودن، نه یهودی و نه مسیحی بودن است و منظور از عبارت «نزدیک است که روغنش نور دهد» یعنی نزدیک است که علم از آن به سخن درآید؛ همین‌طور منظور از «نوری بر نور» یعنی در آن امامی پس از امام دیگر و منظور از «خدا هرکه را بخواهد به نور خود هدایت می‌کند» یعنی خدا هر که را بخواهد به ولایت ما هدایت می‌کند.»

## آیه نور از دیدگاه فلاسفه
ابن سینا، فیلسوف مسلمان، برای نور در این آیه دو معنای استعاری و ذاتی در نظر می‌گیرد و معتقد است که نور به مفهوم ذاتی آن به کمال اشاره دارد؛ به این معنا که منظور از حد اعلی و اکمل نور، خداوند به معنای کمال مطلق است. بر این اساس خداوند شایسته اسم نور می‌باشد. به باور ابن سینا، نور در مفهوم استعاری آن نیز دو معنی دارد: خیر و سببی که موجب و رسانندهٔ به خیر است. نور در آیه نور به معنای دوم است؛ بنابراین منظور از خطاب خدا به نور در آیه اشاره به خیر و سبب خیر بودن خدا در عالم است. او با توجه به مراتب قوای نفس به توضیح این آیه می‌پردازد. در نظام فلسفی او، مراتب قوای نظری نفس به دو دسته تقسیم می‌شوند. مرتبه اول: قوه‌ای است که استعداد کسب معقولات را دارد و «عقل هیولانی» نامیده می‌شود؛ ابن سینا این مرتبه را با «مشکاه» آیه نور مطابقت می‌دهد. مرتبه دوم: قوه دیگری است که معقولات اول را کسب و به کمک آن‌ها برای دریافت معقولات ثانی آمادگی پیدا می‌کند و «عقل بالملکه» نامیده می‌شود. ابن سینا این مرتبه را با «زجاجه» در آیه نور معادل می‌داند. به عقیده او، عقل بالملکه اگر ضعیف باشد، به کمک فکر به اکتساب معقولات ثانی می‌پردازد که آن را «شجره زیتونه» می‌نامد و اگر قدرتمند باشد، به کمک حدس، معقولات ثانی را اکتساب می‌کند که از آن نیز به «زیت» تعبیر می‌کند. سپس، ابن سینا از قوه‌ای یاد می‌کند که از عقل بالملکه فراتر رفته به مقام قوه‌ای قدسی نائل شده است. او این قوه را مصداق تعبیر «یکاد زیتها یضیء و لو لم تمسسه نار» می‌شناسد. آنگاه ابن سینا برای نفس، در مسیر دستیابی به کمال، به قوه و کمالی خاص اشاره می‌کند. کمال خاص همان حصول شهودی و حضوری معقولات بالفعل در ذهن است که به تعبیر او مصداق «نور علی نور» در آیه است و قوه خاص همان حاصل شدن معقول مکتسب، همچون امری مشهود، است که بی‌نیاز به اکتساب، قابل حضور است و مصداق «مصباح» در آیه به‌شمار می‌رود. ابن سینا از این کمال و قوه به ترتیب به عقل مستفاد و عقل بالفعل یاد کرده است.
ملاصدرا، فیلسوف شیعه، اسناد نور به آسمان‌ها و زمین را به معنی وجود هر چیزی معادل است با نوری که با آن، ماهیت و ذات شیء ظهور می‌یابد می‌داند. به باور او، خداوند نورها را از ذات نورانی خود پدیدمی‌آورد و این معنای ساده ایجاد است. بر این اساس میان ذات مصنوع و ذات صانع نوعی تناسب و سنخیت برقرار است. وجود و تحقق را نمی‌توان به ماهیات بلکه تنها به وجود محض می‌توان نسبت داد؛ به همین خاطر موجودات یا ماهیات موجود، صرفاً، وجود فرعی اشتقاقی دارند، چونان آینه‌هایی که فقط، بازتابانده نور وجودند. ملاصدرا در تفسیر این آیه ابتدا به تعریف نور می‌پردازد و معتقد است که نور، حقیقتی بسیط است و به خودی خود و به ذات، ظاهر است و غیر خود را ظاهر و نورانی می‌کند. او معتقد است، نور حقیقتی است که نه جنس دارد و نه فصل و به آن علت که در نفس و حقیقت خود پنهانی و خفایی ندارد، تعریف حدی و رسمی نیز ندارد؛ بنابراین آشکارترین اشیاء است. نه تنها به دلیل و برهان نیاز ندارد، بلکه خود دلیل و برهان بر هر چیزی است. او در تفسیر خود نسبت نور به خداوند را نه مجاز و تشبیه بلکه حقیقی می‌داند و بر اساس حدیثی از علی امام اول شیعه این نسبت را یک نسبت حقیقی می‌داند. مثل نور خداوند صفت حقیقی اوست که در جهان پراکنده شده است و کلماتی چون «زیت»، «زجاجه»، «مصباح» و «مشکات» همه برای اثبات ظهور و جلوه صفت حق و آشکار کردن آن است. ملاصدرا معتقد است خداوند هم نور و هم وجود است. نوری است که به واسطه آن آسمان‌ها و زمین ظهور و وجود پیدا کرده‌اند. ملاصدرا در تبیین بخش دوم آیه طبق روش تفسیری خود و با تکیه بر مبانی فلسفی خاص خود تاویل‌های مختلفی ارائه می‌دهد ازجمله تأویل آیه در عالم انسانی به لحاظ بدن. وی در این تأویل منظور از «مشکات»، «زجاجه»، «مصباح» را به ترتیب صدر، قلب و روح در نظر گرفته است. «مشکات» را در حکم بدن انسانی می‌داند چون در ذات خود تاریک است. «زجاجه» قلب جایگاه روح حیوانی و در حکم روغن زیتون است و «مصباح» عبارت است از روح نفسانی که به نور نفس ناطقه انسانی روشن شده است. او بر این نکته تأکید می‌کند که نور الهی با هیچ عقلی قابل درک نیست و این قابل درک نبودن همانند ناتوانی در مشاهده نور حسی بدون حجاب و پرده است و پیامبر همان حجابی است که تنها از ورای آن می‌توان نور الهی را مشاهده کرد.
صدرالمتألّهین در تفسیر «یوقد من شَجره مبارکه زیتونه» آن را درختی دنیایی و متعلق به عالم محسوس نمی‌داند و از دید او این درخت همچون قلب مراتب گوناگون دارد و زمانی که به عقل بالمستفاد برسد، به قدرت مشاهده صور معقولات در لوح محفوظ دست میابد تا جایی که با ملائکه اتحاد نوری پیدا می‌کند. عبارت نورعلی نور از نظر او اشاره به همین مرتبه از تجرد و خلوص نفس دارد که با تابش نور حق بر او بدون واسطه حقیقت اشیاء را درک می‌کند. ذاتاً نورانی شده و بی واسطه به نور الهی متصل می‌شود وبه مدد نور الهی تقویت می‌شود به عقیده او، شرقی و غربی نبودن شجره زیتونه، مثالی برای هویت ذات الله است که نه شرقی است و نه غربی و نه جهات را می‌پذیرد. ملاصدرا در تفسیر تمثیلات این آیه تلاش دارد سیر نزولی فیض و رحمت الهی را معنا کند.
شهاب الدین سهرودی، فیلسوف سنی مذهب که نظام فلسفی وی بر پایه دو اصل نور و ظلمت استوار شده است، نور را اصل حقیقت می‌داند که عالم محسوسات تحت تسلط آن قرار دارند. از نظر وی نور عبارت از خود حقیقت واجب الوجود یعنی خدا. مرتضی مطهری، فیلسوف و متکلم شیعه، معتقد است خدا نور تمام جهان است؛ به این معنا که ذات الهی ذات پیدا و پیداکننده است، پیداترین پیداها و روشن‌ترین روشن‌ها اوست و هر چیزی که روشن است، از پرتو او روشن است؛ هر چیزی که پیداست از پرتو او پیداست. به این معنا، خداوند نور است. خداست آنچه که پیداست به خود و به ذات خود، چیزی او را پیدا نکرده است. چیزی است که هر چیز دیگر به او پیداست و به نور او پیداست و از نور او پیداست.

تایپوگرافی از ابتدای آیه نور «الله نور السماوات و الارض»

## آیه نور از دیدگاه صوفیه
ابوالعلاء عفیفی، نویسنده مصری، در کتاب شرح فصوص الحکم معتقد است از دیدگاه ابن عربی، متکلم صوفی مسلک، منظور از عبارت «الّلهُ نورُ السَّمواتِ والاَرضِ» این است که او عقل کلّی است و نور زمین بودن، بیانگر این است که وی مبدأ و آغازگر عالم وجود و خلقت است. او در بخش دیگری از فصوص، عالم را سایه‌ای از نور حق می‌داند که ادراک وجودش، منوط به نوربخشی الهی است و وجودی زاید بر وجود صاحب خود ندارد. پس حقیقت و اصل وجود، پروردگار است که تجلّی نموده و به اشکال مختلف، جلوه خود را نمایانده است. از دیدگاه ابن عربی، «مَثَلُ نورِهِ» صفت وجودی و ظهوری «الله» در هر دو جهان است و طبق این تمثیل، اشاره به جسم ظلمت گرفته بشر است که با نور روح، روشنایی یافته است. «مشکات» در دیدگاه ابن عربی، وجود پیامبر عنوان شده است. دربارهٔ تفسیر «زجاجه» و تشبیه آن به «کوکب درّی»، «زجاجه» را همان قلب دانسته که به وسیله روح، منوّر شده است و تشبیه آن به «کوکب دُرّی»، از لحاظ شدّت نورانیت آن بوده که توصیف حال قلب انسان کامل است. «شجره و زیتونه» در تفسیر ابن عربی، به درختی شرح و تأویل شده است که از «زجاجه» نور می‌گیرد، همان نفس قدسی است که شاخه‌های آن در فضای قلب قرار داشته و به سوی آسمان روح کشیده شده و زیتونه روغن آن، نور عقل فعّال است که نوردهنده است و به واسطه روح و قلب، اتّصال نوری آن برقرار می‌گردد. شعرانی، مترجم شیعی، با توجّه به فتوحات مکّیه، دربیان «شرقی و غربی نبودن شجرة زیتونه، از دیدگاه ابن عربی می‌نویسد: «شجره زیتونه مثالی برای هویّت حق تعالی است که نه شرقی است، نه غربی و نه جهات را می‌پذیرد.» آنگونه که در تفسیر ابن عربی آمده است او معتقد است انسانی که اوصاف ملکوتی در او به ثبوت رسیده باشد، از نور قدسی فیض می‌برد به طوریکه بی واسطه و بدون وسیله، متّصل به نور ربّانی می‌گردد یعنی، همان مرتبه عالی‌ای است که در قرآن، از آن تعبیر به «نور علی نور» می‌شود؛ با این توصیف که نور حاصل از سلوک و طریقت، با مدد نور فیّاض تقویت می‌شود.
غزالی، عارف سنی مذهب صوفی در مشکوه الانوار، «وجود» را مترادف «نور» دانسته و بر این باور است که تمام موجودات به همان میزانی که از وجود بهره‌مند هستند، نورانیند؛ ولی این نور از شدت ظهور به چشم نمی‌آید و درک نمی‌شود. مولوی، شاعر حنفی مذهب صوفی نیز بر این باور است که خداوند به ناچار استعارهٔ نور را برای خود به کار برده است، چرا که برمبنای آیهٔ «لیس کمثله شیء» جای هیچگونه تشبیه و استعاره برای تعریف او نیست. وی در همین راستا چنین می‌سراید:
| ورنه لا عین رات چه جای باغ |  | گفت نور غیب را یزدان چراغ    |
| مِثل نبوَد آن، مِثال آن بوَد   |  | تا برد بوی آنکه او حیران بوَد |

مولانا در مثنوی و غزلیات خود با تکیه بر این آیه، تمام جهان را به خانه‌ای تشبیه کرده که در آن، چراغی بسیار نورانی وجود دارد و آن نور خداست. در فیه مافیه گفته است:خدا این عالم را آفرید که از ظلمت است تا نور او پیدا شود. وی مانند ابن عربی، اصالت را به انسان می‌دهد. تفسیر و تأویل این آیه هم با همین دید، شکل گرفته است؛ لذا، مشکات هم در نگاه مولانا، نماد نوع آدم است. الله، شخصیّت الهی خود را در ایشان متجلّی می‌کند و سپس، از جانب ایشان به سوی دیگران آشکار می‌شود. مولانا تلویحاً این تجارب عارفانه را همان عقل کلّی دانسته است:
| هزار شکر خدا را که عقل کلّی باز |  | ز بعد فرقت آمد به طالع مسعود |
|                                |  |                              |

«چراغ» جانشینان پیامبر و اهل بیت وی و تابعان آنها تعبیر کرده است و سپس، آن را به انتقال نور شمع، به چراغهای اولیا در طول تاریخ تا قیامت تعبیر کرده است:
| گفت: طوبی مَن رَآنی مصطفی    |  | والذّی یبُصرِ ل مِنَ و جَ هی رأَ یج    |
| چون چراغی نور شمعی را کشید |  | هرکه دید آن را، یقین آن شمع دید |

مولانا همچنین دربارهٔ «مصباح» چنین سروده:
| نور مصباح است دادِ ذوالجلال |  | صنعت خلق است آن شیشه و سفُال |
|                            |  |                             |

مصباح، عنایت الهی است که به افراد قابل و شایسته عطا می‌گردد و از فحوای کلام مولانا برمی‌آید که همان نور عقل باشد در تفسیر مولانا، «زجاجه» نماد دل است. مولانا در بیتی تلمیح گونه، زجاجه را نماد دل می‌داند:
| حیث مُا کنتم فَولَّوا شطرهَ |  | با زجاجة دل، پری خوان توایم |
|                        |  |                             |

مولانا در بیتی، حقایق را به «درخت» تشبیه کرده است. «زیت»، از نظر مولانا همان ایمان است. دل وارسته در آن هنگامه که در شهر حقایق ورود می‌یابد، آنقدر محو جمال آن می‌گردد که عالم خلایق را به بوته فراموشی می‌سپارد. «لاشرقیّه و لا غربیّه» در دیدگاه مولانا، اشاره به لامکانی و دلالت بر فراگیری نور حق در سراسر عوالم هستی دارد.
| نورهای چرخ، ببریده پی است |  | آن چو لا شرقیّ و لا غربی کی است |
|                           |  |                                |

## فصاحت، بلاغت و بدیع
«حسن تخلص» از مهم‌ترین اسلوب‌های بدیعی قرآن است؛ به معنای گریز زدن و منتقل شدن، اسلوبی است که سخنور از یک مطلب به مطلب دیگر منتقل شود که هدف اصلی است؛ اما شنونده، متوجه این انتقال نمی‌شود، به دلیل مناسبت و ارتباطی که میان این دو کلام است واین در حالی است که معنای اصلی در ذهن او جای می‌گیرد. زرکشی در البرهان می‌گوید: از بهترین مثال‌های حسن تخلص «آیه نور» است. در این آیه، پنج تخلص به کار رفته است: ابتدا «نور» و صفت آن بیان شده و سپس به بیان «زجاجه» و صفت آن تخلص یافته است. پس از ذکر «نور» و «زیت»، به «شجره» تخلص یافته است. پس از «شجره» صفت «زیت» را آورده است. سپس از صفت «زیت» به صفت «نور» و تضاعف آن تخلص یافته است. سرآخر به هدایت الهی تخلص یافته است.

## فضیلت
عبدالله بن عباس از بزرگ‌ترین محققان نسل اول اسلامی دربارهٔ فضلیت این آیه می‌گوید: 

هر کس آیه نور را بسیار بخواند روشنایی چشم او محفوظ ماند». 
در کتاب الخزائن ملا احمد نراقی دو فضیلت در خصوص آیه نور مطرح شده است:
«اگر کسی درد چشم دارد آیه نور را تا «نور علی نور» بر چشم بخواند و هر صبح سه بار بر این دستور عمل نماید درد چشم او زایل شود.»

«خواندن آیه نور قبل از خواب با حضور قلب به عدد الله (۶۶ مرتبه) به خصوص در حال صفای روحانی، موجب دیدن خواب‌های شیرین می‌گردد.»

## تجزیه و ترکیب
| متن آیه | تجزیه و ترکیب |
| ﴿اللَّهُ نُورُ السَّمَاوَاتِ وَالْأَرْضِ مَثَلُ نُورِهِ کَمِشْکَاةٍ فِیهَا مِصْبَاحٌ الْمِصْبَاحُ فِی زُجَاجَةٍ الزُّجَاجَةُ کَأَنَّهَا کَوْکَبٌ دُرِّیٌّ یُوقَدُ مِن شَجَرَةٍ مُّبَارَکَةٍ زَیْتُونِةٍ لَّا شَرْقِیَّةٍ وَلَا غَرْبِیَّةٍ یَکَادُ زَیْتُهَا یُضِیءُ وَلَوْ لَمْ تَمْسَسْهُ نَارٌ نُّورٌ عَلَی نُورٍ یَهْدِی اللَّهُ لِنُورِهِ مَن یَشَاءُ وَیَضْرِبُ اللَّهُ الْأَمْثَالَ لِلنَّاسِ وَاللَّهُ بِکُلِّ شَیْءٍ عَلِیمٌ﴾ | اللَّهُ مبتدا، نُورُ خبر، السَّمَاوَاتِ مضاف الیه، وَ حرف عطف، الْأَرْضِ معطوف، مَثَلُ مبتدا، نُورِهِ مضاف الیه و ضمیر متصل ه مضاف الیه به آن، کَمِشْکَاةٍ جار و مجرور و خبر محذوف، فِیهَا جار و مجرور و خبر مقدم محذوف، مِصْبَاحٌ مبتدای مؤخر، الْمِصْبَاحُ مبتدا، فِی حرف جر، زُجَاجَةٍ مجرور و خبر محذوف، الزُّجَاجَةُ مبتدا، کَأَنَّهَا حرف نسخ و اسم کان، کَوْکَبٌ خبر کان، خبر محذوف، دُرِّیٌّ نعت، یُوقَدُ فعل مضارع مرفوع به ضمه، فاعل هو مستتر، مِن حرف جر، شَجَرَةٍ مجرور، مُّبَارَکَةٍ نعت، زَیْتُونِةٍ بدل، لَّا حرف نفی، شَرْقِیَّةٍ نعت، وَلَا حرف عطف و نفی، غَرْبِیَّةٍ معطوف، یَکَادُ فعل مضارع مرفوع به ضمه، زَیْتُهَا اسم کاد وها مضاف الیه، یُضِیءُ فعل مضارع مرفوع به ضمه، فاعل هو مستتر، خبر کاد محذوف، وَ حالیه، لَوْ حرف شرط، لَمْ حرف جزم، تَمْسَسْهُ فعل مضارع مجزوم به سکون، ها مفعول به، نَارٌ فاعل، مبتدا محذوف، نُّورٌ خبر، عَلَی حرف جر، نُورٍ مجرور، یَهْدِی فعل مضارع مرفوع به ضمه، اللَّهُ فاعل، لِنُورِهِ جار و مجرور و مضاف الیه، مَن مفعول به، یَشَاءُ فعل مضارع مرفوع به ضمه، فاعل هو مستتر، وَ عاطفه، یَضْرِبُ فعل مضارع مرفوع به ضمه، اللَّهُ فاعل، الْأَمْثَالَ مفعول به، لِلنَّاسِ جار و مجرور، وَ استئناف، اللَّهُ مبتدا، بِکُلِّ جار و مجرور، شَیْءٍ مضاف الیه، عَلِیمٌ خبر. |